# Agnes Knochenhauer
Agnes Knochenhauer, née le 5 mai 1989 à Stockholm, est une curleuse suédoise.

## Biographie
Knochenahauer est fiancée à Peter Fransson. Ils ont une fille.

## Palmarès
Elle a remporté la médaille d'argent du tournoi féminin aux Jeux olympiques d'hiver de 2014 à Sotchi, en Russie et la médaille d'or du tournoi féminin de curling aux Jeux olympiques d'hiver de 2018.
Elle est médaillée d'argent au Championnat du monde de curling féminin 2018 et au Championnat du monde féminin de curling 2019.